# Bohdan Głowiak
Bohdan Głowiak (ur. 1 lutego 1931 w Krakowie, zm. 11 lipca 2024 w Marly) – polski inżynier chemik, specjalista ochrony atmosfery, mechaniki i fizykochemii powstawania zanieczyszczeń.

## Życiorys
Absolwent Politechniki Wrocławskiej. Od 1968 r. profesor na Wydziale Inżynierii Sanitarnej, a od 1990 r. Wydziale Inżynierii Środowiska Politechniki Wrocławskiej, dziekan Wydziału Inżynierii Sanitarne (1966-1968) i prorektor Politechniki Wrocławskiej (1968-1972). Współautor podręczników „Ochrona atmosfery” (1972),”Inżynieria ochrony atmosfery”(1973), czy „Podstawy ochrony środowiska” (1976).